# Río (Orense)
Río (oficialmente y en gallego San Xoán de Río), es un municipio español de la provincia de Orense, en la comunidad autónoma de Galicia. Pertenece a la comarca de Tierra de Trives. 

## Geografía humana

### Demografía
Cuenta con una población de 518 habitantes (INE 2024).
| Gráfica de evolución demográfica de San Xoán de Río entre 1842 y 2021 |
| |
| Población de derecho según los censos de población del INE Población de hecho según los censos de población del INEEn este censo se denominaba San Juan del Río: 1842 En estos censos se denominaba Río: 1857, 1860, 1877, 1887, 1897, 1900, 1910, 1920, 1930, 1940, 1950, 1960, 1970 y 1981 |

| Evolución de la población de Río (Orense) - desde 1900 hasta 2022 -                                                                  |       |       |       |      |         |         |         |         |          |          |          |          |
| 1900 | 1930  | 1950  | 1981  | 2004 | 2007    | 2010    | 2011    | 2012    | 2013     | 2020     | 2021     | 2022     |
| 3.630 | 3.343 | 3.332 | 2.755 | 864  | {{{6}}} | {{{7}}} | {{{8}}} | {{{9}}} | {{{10}}} | {{{11}}} | {{{12}}} | {{{13}}} |
| Fuentes: INE e IGE (Los criterios de registro censal variaron entre 1900 y 2011, y los datos del INE y del IGE pueden no coincidir.) |       |       |       |      |         |         |         |         |          |          |          |          |

### Organización territorial
El municipio está formado por cincuenta y nueve entidades de población distribuidas en nueve parroquias:
- Argas[7] (San Juan)[5][9]
- Cabanas[7] (San Pelagio)[10]
- Castrelo (Santa María)
- Cerdeira (Santa María Magdalena)[5][11]
- Medos (Santa Marina)[12]
- Río[7] (San Juan)[13]
- San Silvestre de Argas
- Sanjurjo[7]
- Villardá[7] (Santa María)[14]

## Corporación municipal
| Resultado elecciones municipales del 26 de mayo de 2019 en Río |       |            |            |
| Nombre                                                         | Votos | Porcentaje | Concejales |
| SON de Río                                                     | 191   | 51.21%     | 4          |
| Partido Popular de Galicia                                     | 111   | 29.76%     | 2          |
| Partido dos Socialistas de Galicia                             | 70    | 18.77%     | 1          |